# Forcipella repanda
Forcipella repanda är en akantusväxtart som beskrevs av Raymond Benoist. Forcipella repanda ingår i släktet Forcipella och familjen akantusväxter. Inga underarter finns listade i Catalogue of Life.